# Panamá en los Juegos Olímpicos de Tokio 2020
Panamá estuvo representado en los Juegos Olímpicos de Tokio 2020 por diez deportistas, seis mujeres y cuatro hombres, que compitieron en cinco deportes.
Los portadores de la bandera en la ceremonia de apertura fueron el atleta Alonso Edward y la boxeadora Atheyna Bylon. El equipo olímpico panameño no obtuvo ninguna medalla en estos Juegos.